# Klaus Bädekerl
Klaus Bädekerl (* 1947 in Augsburg) ist ein deutscher Autor von Romanen, Drehbüchern, Erzählungen und Hörspielen.

## Leben
Bädekerl wuchs in Augsburg auf und studierte von 1967 bis 1973 Soziologie an der Universität München. Von 1969 bis 1972 arbeitete er als Filmkritiker, vor allem für Filmkritik und die Süddeutsche Zeitung. Seit 1971 ist er als freier Autor tätig. Er verfasste mehrere Romane und schrieb Drehbücher zu diversen Fernsehfilmen und -serien. Darunter sind unter anderem Ein Fall für zwei, Auf Achse und Die Kommissarin. Für den Spielfilm Die gläserne Zelle verfasste er das Drehbuch gemeinsam mit Hans W. Geißendörfer, nach der Romanvorlage von Patricia Highsmith. Der Film erhielt das Filmband in Gold 1978 und war 1979 in der Kategorie bester fremdsprachiger Film (heute: bester internationaler Film) für einen Oscar nominiert. Im März 2025 erschien sein Roman Die letzte Favoritin.
Bädekerl lebt in München und Accra (Ghana).

## Filmografie

### Spielfilme
- 1978: mit Hans W. Geißendörfer: Die gläserne Zelle
- 2006: mit King Ampaw: No Time to die.

### Fernsehfilme (Auswahl)
- 1973: mit Hans W. Geißendörfer und Bernd Eichinger: Die Eltern
- 1983: Schwarzer Bube
- 2002: Tatort: Totentanz

### Fernsehserien (Auswahl)
- 1977–1980: Das feuerrote Spielmobil, 15 Folgen. ARD
- 1980–1989: Auf Achse, 5 Folgen (mit Isolde Sammer), ARD.
- 1984–1993: Der Fahnder, 9 Folgen (mit Isolde Sammer), ARD.
- 1987–1991: Ein Fall für zwei, 4 Folgen (mit Isolde Sammer), ZDF.
- 1989–1990: Eurocops, 2 Folgen (mit Isolde Sammer), ZDF.
- 1992–2000: Die Kommissarin, 15 Folgen (teilweise mit Isolde Sammer), ARD.
- 1994–1995: A.S. – Gefahr ist sein Geschäft, 2 Folgen. SAT1.
- 1995: Faust, 1 Folge, ZDF.[1]

## Hörspiele (Auswahl)
- 1976: Bericht von einer Forschungsreise – Regie: Heiner Schmidt (Original-Hörspiel – HR/NDR)
- 1980: Liebe auf den ersten Blick – Regie: Bernd Lau (Originalhörspiel, Kurzhörspiel – BR)
- 1982: Das Motto – Regie: Dieter Hasselblatt (Originalhörspiel, Kurzhörspiel, Science-Fiction-Hörspiel – BR)
- 1987: Das Geräusch – Regie: Christoph Martin (Originalhörspiel, Kurzhörspiel – HR)

Quelle: ARD-Hörspieldatenbank

## Werke
- Alles über Geld und Liebe. Piper Verlag, 1979, ISBN 3-492-02474-2.
- Ein Kilo Schnee von gestern. Piper Verlag, 1983, ISBN 3-492-02750-4.
- Die Frau der Träume. Piper Verlag, 1986, ISBN 3-492-02640-0.
- Die letzte Favoritin. Edition W, 2025, ISBN 978-3-949671-18-0.